# Adam Tyrawski
Adam Tyrawski herbu Ossoria – podsędek halicki w latach 1602–1607.
W 1607 roku był posłem na sejm z ziemi halickiej.